# ور
ور هي بلدة، وأبرشية مدنية، في المملكة المتحدة، تقع في شرق هيرتفوردشاير [الإنجليزية]  بلغ عدد سكانها 18,799 نسمة بحسب إحصائيات سنة 2010، رمزها البريدي هو SG11, SG12.

## مدن توأم
المدن التوأم:
- فولفرات.

## أعلام
- ديريك سوندرز
- فرانك كانون
- مارك نورث
- برايان وايلد